# Pottenbrunn (Herrschaft)
Die Herrschaft Pottenbrunn war eine Grundherrschaft im Viertel ober dem Wienerwald im Erzherzogtum Österreich unter der Enns, dem heutigen Niederösterreich.

## Ausdehnung
Die Herrschaft umfasste zuletzt die Ortsobrigkeit über Pottenbrunn, Ober-Ratzersdorf, Unter-Ratzersdorf, Nadlbach, Gansendorf, Wörth, Reichgrüben, Obergrub, Dörfern, Reith, Hinterholz, Hub und Grub, Oberzwischenbrunn, Unterzwischenbrunn, Pengerstorf, Kaindorf, Puttendorf, Haselbach, Wiselbruck, Grundorf, Dindorf, Saladorf und Mannersdorf. Der Sitz der Verwaltung befand sich im Schloss Pottenbrunn.

## Geschichte
Pottenbrunn war ursprünglich im Besitz der Alachter von Pottenbrunn, einer Linie der altadeligen Herren Alachter, auch Alecht. Zwischen 1505 und 1613/1618 waren die Grabner zu Rosenburg als deren Erben im Besitz der Herrschaft Pottenbrunn. Als erster ist Sebastian Grabner dem Älteren abzuführen, der das Schloss bis 1527 nach dem Vorbild des ebenfalls in seinem Besitz befindlichen Schloss Rosenburg erweitern ließ. Ein weiterer Ausbau erfolgte unter seinen Söhnen Georg und Josaphat Grabner zu Rosenburg. Da Georg nur eine Tochter hinterließ und Josaphat kinderlos verstarb, erbte deren jüngerer Bruder Leopold Grabner zu Rosenburg die Herrschaft Pottenbrunn. Die entscheidenden Umbauten erfolgten unter Leopolds ältesten Sohn Sebastian Grabner dem Jüngeren um 1600, als die Vorburg zum zweiflügeligen Wohnschloss ausgebaut wurde. Dessen Sohn Friedrich Christoph Grabner zu Rosenburg, der aufgrund seines protestantischen Glaubens nach Franken emigrierte, verkaufte Pottenbrunn noch vor 1618 an die Jörger. Hernach erfuhr die Herrschaft zahlreiche Besitzwechsel. Letzter Inhaber der Allodialherrschaft war der k.k. Kämmerer Anton Graf von Pergen, bis die Herrschaft infolge der Reformen 1848/1849 aufgelöst wurde.